# Settimo Torinese
Settimo Torinese je italská obec v provincii Torino v oblasti Piemont.
K prosinci 2021 zde žilo 46 925 obyvatel.

## Sousední obce
Brandizzo, Castiglione Torinese, Gassino Torinese, Leini, Mappano, San Mauro Torinese, San Raffaele Cimena, Torino, Volpiano